# Stenzengreith
Stenzengreith est une ancienne commune autrichienne du district de Weiz en Styrie.
Depuis le premier janvier 2015, elle est intégrée à la municipalité nouvelle de Gutenberg-Stenzengreith.